# 徐南麗
徐南麗（1948年12月17日—），湖南常德籍，台中女中畢業，1970年於國防醫學院護理學系畢業分發進入空軍第四期航空護士訓練班，1972年3月開始任職航空護士。1975年，26歲時獲得第六屆十大傑出女青年獎。
1982年國防醫學院護理研究所碩士。1986年美國伊利諾大學芝加哥分校行政管理哲學博士。1998年1月發現乳癌二期大小2.1公分，經過12次化療，抗癌成功。2004年國防醫學院傑出校友。2008年入選台灣名人錄。2009年獲選台中女中傑出校友。
現為元培醫大護理系講座教授。澳門科大護理系講座教授。健康與建築雜誌社長兼總編輯。曾任國防大學醫學院護理研究所兼任教授。慈濟大學護理系教授、主任、護理學研究所所長。

## 主要成就
徐南麗任職航空護士期間，前往金門外島實習，再研究空運傷患流程後建立「空中醫院」航空護理工作標準。
1975年到1976年間，徐南麗著手設計台灣的「空中醫療救護機」，其設計理念來源為美國空軍DC-9南丁格爾專機，而台灣的「空中醫療救護機」是將國軍C-119型運輸機針對內部改裝，機艙內部分為手術室及擔架病房，使其可在飛行途中可同時進行手術。此機型於1978年正式啟用至1985年退役。徐南麗完成台灣第一本航空護理專書《航空護理學》後，於1976年獲得第六屆十大傑出女青年「國軍英雄」之表揚。
1978年徐南麗懷孕後自航空護理工作退役，於軍醫院擔任臨床護理期間持續精進，並於西元1982取得國防醫學院護理研究所碩士學位。同年轉往臺北榮民總醫院任職督導。任職期間不僅於西元1989年取得美國伊利諾大學護理行政管理博士學位且擔任《榮總護理》雜誌及《腫瘤護理》雜誌創刊號主編。